# David H. Bailey (matemático)
David Harold Bailey (nacido el 14 de agosto de 1948) es un matemático e informático teórico estadounidense, conocido por sus aportaciones a los sistemas de cálculo computerizado con la Fórmula de Bailey-Borwein-Plouffe que le permitieron calcular el valor de Π con más cien millones de cifras decimales.

## Semblanza
Bailey obtuvo su licenciatura en matemáticas por la Universidad Brigham Young en 1972, doctorándose en la Universidad de Stanford en 1976. Trabajó durante 14 años como informático teórico en el Centro de Investigación Ames, y luego de 1998 a 2013 como científico senior en Laboratorio Nacional Lawrence Berkeley. Retirado del Laboratorio de Berkeley, continuó como investigador asociado en la Universidad de California en Davis, en el Departamento de Ciencias de la Computación.
Es conocido como coautor (con Peter Borwein y Simon Plouffe) de un artículo de 1997 que presentó una nueva fórmula para calcular el número π, que había sido descubierta por Plouffe en 1995. La conocida como fórmula de Bailey-Borwein-Plouffe permite calcular dígitos binarios o hexadecimales de pi comenzando en una posición arbitraria, por medio de un algoritmo simple. Posteriormente, Bailey y Richard Crandall demostraron que la existencia de esta y otras fórmulas similares tiene implicaciones para la antigua cuestión de la normalidad: si los dígitos de ciertas constantes matemáticas (incluido pi) parecen aleatorios en un sentido particular y por qué.
Colaboró durante mucho tiempo con Jonathan Borwein (1951-2016) (hermano de Peter). Fueron coautores de cinco libros y más de 80 artículos técnicos sobre matemáticas experimentales.
También investigó en análisis numérico y computación paralela. Ha publicado estudios sobre la transformada rápida de Fourier, la aritmética de alta precisión y el algoritmo PSLQ (utilizado para la detección de relaciones enteras). Es coautor de los puntos de referencia NAS, que se utilizan para evaluar y analizar el rendimiento de computadoras científicas que trabajan en paralelo.
Así mismo, ha publicado artículos en el área de la matemática financiera, incluido un artículo de 2014 titulado "Pseudo-matemáticas y charlatanería financiera", que enfatiza los peligros del sobreajuste estadístico y otros abusos de las matemáticas en el campo financiero.
Es miembro de iglesia mormona. Se ha manifestado como un defensor de la enseñanza de la ciencia y que aceptar las conclusiones de la ciencia moderna no es incompatible con una visión religiosa de la vida.

## Reconocimientos
- En 1993, Bailey recibió el premio Sidney Fernbach de la IEEE Computer Society, así como el Premio Chauvenet[3] y el Premio Hasse de la Mathematical Association of America.
- En 2008 fue co-receptor del Premio Gordon Bell de la Association for Computing Machinery.
- En 2017 fue co-receptor del Premio Levi L. Conant de la American Mathematical Society.

## Obras seleccionadas
- con Peter Borwein y  Simon Plouffe: Bailey, David; Borwein, Peter; Plouffe, Simon (1997). «On the rapid computation of various polylogarithmic constants». Mathematics of Computation 66 (1): 903-913. Bibcode:1997MaCom..66..903B. doi:10.1090/S0025-5718-97-00856-9.
- con  Michał Misiurewicz: Bailey, David H.; Misiurewicz, Michał\ (2006). «A strong hot spot theorem». Proc. Amer. Math. Soc. 134 (9): 2495-2501. MR 2213726. doi:10.1090/s0002-9939-06-08551-0.
- con Jonathan Borwein, Marcos Lopez de Prado y Qiji Jim Zhu: Bailey, David H.; Borwein, Jonathan M.; López De Prado, Marcos; Zhu, Qiji Jim (2014). «Pseudo-mathematics and financial charlatanism: The effects of backtest overfitting on out-of-sample performance». Notices of the AMS 61 (5): 458-471. doi:10.1090/noti1105.
- con Jonathan Borwein: Matemáticas por experimento: razonamiento plausible en el siglo XXI, A. K. Peters 2004, 2008 (con CD adjunto Experimentos en matemáticas, 2006)
- con Jonathan Borwein,  Neil Calkin, Roland Girgensohn, D. Russell Luke, Victor Moll: Matemáticas experimentales en acción, A. K. Peters 2007
- con Jonathan Borwein, Roland Girgensohn: Experimentación en matemáticas: caminos computacionales hacia el descubrimiento, A. K. Peters 2004
- con Robert F. Lucas, Samuel Williams (eds.): Ajuste del rendimiento de aplicaciones científicas. Chapman & Hall/CRC Computational Science Series, CRC Press 2010, ISBN 9781439815694.